# Peter Heine Nielsen
Peter Heine Nielsen (nascut el 24 de maig de 1973), és un jugador d'escacs danès, que té el títol de Gran Mestre des de 1994. El 2005 va formar part de la direcció de l'Association of Chess Professionals. Des de 2005 va fer de segon del Campió del món llavors regnant, Viswanathan Anand, i posteriorment també ho va ser del prodigi dels escacs noruec Magnus Carlsen.
El setembre de 2005 tenia un Elo de 2668, en aquell moment el més alt de tots els jugadors nòrdics. Tot i que roman inactiu des de 2020, a la llista d'Elo de la FIDE de l'abril de 2022, hi tenia un Elo de 2618 punts, cosa que en feia el jugador número 1 de Dinamarca, i el 195è millor jugador al rànquing mundial. El seu màxim Elo va ser de 2700 punts, a la llista de juliol de 2010 (posició 38 al rànquing mundial).

## Resultats destacats en competició
Heine Nielsen ha guanyat el Campionat de Dinamarca cinc cops, els anys 1996, 1999, 2001, 2003, i 2008.
El 2001 guanyà la North Sea Cup a Esbjerg (ex aequo amb Emil Sutovsky).
El 30 de gener de 2004 va jugar contra el programa Chessbrain. El 2005 fou el segon de Viswanathan Anand durant el Campionat del món d'escacs de la FIDE de 2005. El 2008 fou un dels segons oficials del Campió del món Wiswanathan Anand pel seu matx contra Vladímir Kràmnik pel Campionat del món de 2008. El 2009 va guanyar el Campionat d'escacs Nòrdic.
Entre l'agost i el setembre de 2011 participà en la Copa del món de 2011, a Khanti-Mansisk, un torneig del cicle classificatori pel Campionat del món de 2013, i hi tingué una molt bona actuació. Avançà fins a la quarta ronda, quan fou eliminat per Vugar Gaixímov (2-4).

## Partides notables
La següent partida la va disputar Heine Nielsen contra Henrik Danielsen al Campionat de Dinamarca (playoff) de 1996.
|   | a | b | c | d | e | f | g | h |   |
| 8 | f8 negres torre · e7 negres torre · f7 negres dama · g7 negres peó · h7 negres rei · b6 negres peó · c6 negres peó · d6 negres peó · h6 negres peó · a5 negres peó · d5 blanques torre · e5 negres cavall · f5 negres peó · h5 blanques peó · c4 blanques peó · e4 negres cavall · h4 blanques cavall · b3 blanques peó · e3 blanques peó · g3 blanques peó · a2 blanques peó · b2 blanques alfil · e2 blanques dama · f2 blanques peó · d1 blanques torre · g1 blanques rei | f8 negres torre · e7 negres torre · f7 negres dama · g7 negres peó · h7 negres rei · b6 negres peó · c6 negres peó · d6 negres peó · h6 negres peó · a5 negres peó · d5 blanques torre · e5 negres cavall · f5 negres peó · h5 blanques peó · c4 blanques peó · e4 negres cavall · h4 blanques cavall · b3 blanques peó · e3 blanques peó · g3 blanques peó · a2 blanques peó · b2 blanques alfil · e2 blanques dama · f2 blanques peó · d1 blanques torre · g1 blanques rei | f8 negres torre · e7 negres torre · f7 negres dama · g7 negres peó · h7 negres rei · b6 negres peó · c6 negres peó · d6 negres peó · h6 negres peó · a5 negres peó · d5 blanques torre · e5 negres cavall · f5 negres peó · h5 blanques peó · c4 blanques peó · e4 negres cavall · h4 blanques cavall · b3 blanques peó · e3 blanques peó · g3 blanques peó · a2 blanques peó · b2 blanques alfil · e2 blanques dama · f2 blanques peó · d1 blanques torre · g1 blanques rei | f8 negres torre · e7 negres torre · f7 negres dama · g7 negres peó · h7 negres rei · b6 negres peó · c6 negres peó · d6 negres peó · h6 negres peó · a5 negres peó · d5 blanques torre · e5 negres cavall · f5 negres peó · h5 blanques peó · c4 blanques peó · e4 negres cavall · h4 blanques cavall · b3 blanques peó · e3 blanques peó · g3 blanques peó · a2 blanques peó · b2 blanques alfil · e2 blanques dama · f2 blanques peó · d1 blanques torre · g1 blanques rei | f8 negres torre · e7 negres torre · f7 negres dama · g7 negres peó · h7 negres rei · b6 negres peó · c6 negres peó · d6 negres peó · h6 negres peó · a5 negres peó · d5 blanques torre · e5 negres cavall · f5 negres peó · h5 blanques peó · c4 blanques peó · e4 negres cavall · h4 blanques cavall · b3 blanques peó · e3 blanques peó · g3 blanques peó · a2 blanques peó · b2 blanques alfil · e2 blanques dama · f2 blanques peó · d1 blanques torre · g1 blanques rei | f8 negres torre · e7 negres torre · f7 negres dama · g7 negres peó · h7 negres rei · b6 negres peó · c6 negres peó · d6 negres peó · h6 negres peó · a5 negres peó · d5 blanques torre · e5 negres cavall · f5 negres peó · h5 blanques peó · c4 blanques peó · e4 negres cavall · h4 blanques cavall · b3 blanques peó · e3 blanques peó · g3 blanques peó · a2 blanques peó · b2 blanques alfil · e2 blanques dama · f2 blanques peó · d1 blanques torre · g1 blanques rei | f8 negres torre · e7 negres torre · f7 negres dama · g7 negres peó · h7 negres rei · b6 negres peó · c6 negres peó · d6 negres peó · h6 negres peó · a5 negres peó · d5 blanques torre · e5 negres cavall · f5 negres peó · h5 blanques peó · c4 blanques peó · e4 negres cavall · h4 blanques cavall · b3 blanques peó · e3 blanques peó · g3 blanques peó · a2 blanques peó · b2 blanques alfil · e2 blanques dama · f2 blanques peó · d1 blanques torre · g1 blanques rei | f8 negres torre · e7 negres torre · f7 negres dama · g7 negres peó · h7 negres rei · b6 negres peó · c6 negres peó · d6 negres peó · h6 negres peó · a5 negres peó · d5 blanques torre · e5 negres cavall · f5 negres peó · h5 blanques peó · c4 blanques peó · e4 negres cavall · h4 blanques cavall · b3 blanques peó · e3 blanques peó · g3 blanques peó · a2 blanques peó · b2 blanques alfil · e2 blanques dama · f2 blanques peó · d1 blanques torre · g1 blanques rei | 8 |
| 7 | f8 negres torre · e7 negres torre · f7 negres dama · g7 negres peó · h7 negres rei · b6 negres peó · c6 negres peó · d6 negres peó · h6 negres peó · a5 negres peó · d5 blanques torre · e5 negres cavall · f5 negres peó · h5 blanques peó · c4 blanques peó · e4 negres cavall · h4 blanques cavall · b3 blanques peó · e3 blanques peó · g3 blanques peó · a2 blanques peó · b2 blanques alfil · e2 blanques dama · f2 blanques peó · d1 blanques torre · g1 blanques rei | f8 negres torre · e7 negres torre · f7 negres dama · g7 negres peó · h7 negres rei · b6 negres peó · c6 negres peó · d6 negres peó · h6 negres peó · a5 negres peó · d5 blanques torre · e5 negres cavall · f5 negres peó · h5 blanques peó · c4 blanques peó · e4 negres cavall · h4 blanques cavall · b3 blanques peó · e3 blanques peó · g3 blanques peó · a2 blanques peó · b2 blanques alfil · e2 blanques dama · f2 blanques peó · d1 blanques torre · g1 blanques rei | f8 negres torre · e7 negres torre · f7 negres dama · g7 negres peó · h7 negres rei · b6 negres peó · c6 negres peó · d6 negres peó · h6 negres peó · a5 negres peó · d5 blanques torre · e5 negres cavall · f5 negres peó · h5 blanques peó · c4 blanques peó · e4 negres cavall · h4 blanques cavall · b3 blanques peó · e3 blanques peó · g3 blanques peó · a2 blanques peó · b2 blanques alfil · e2 blanques dama · f2 blanques peó · d1 blanques torre · g1 blanques rei | f8 negres torre · e7 negres torre · f7 negres dama · g7 negres peó · h7 negres rei · b6 negres peó · c6 negres peó · d6 negres peó · h6 negres peó · a5 negres peó · d5 blanques torre · e5 negres cavall · f5 negres peó · h5 blanques peó · c4 blanques peó · e4 negres cavall · h4 blanques cavall · b3 blanques peó · e3 blanques peó · g3 blanques peó · a2 blanques peó · b2 blanques alfil · e2 blanques dama · f2 blanques peó · d1 blanques torre · g1 blanques rei | f8 negres torre · e7 negres torre · f7 negres dama · g7 negres peó · h7 negres rei · b6 negres peó · c6 negres peó · d6 negres peó · h6 negres peó · a5 negres peó · d5 blanques torre · e5 negres cavall · f5 negres peó · h5 blanques peó · c4 blanques peó · e4 negres cavall · h4 blanques cavall · b3 blanques peó · e3 blanques peó · g3 blanques peó · a2 blanques peó · b2 blanques alfil · e2 blanques dama · f2 blanques peó · d1 blanques torre · g1 blanques rei | f8 negres torre · e7 negres torre · f7 negres dama · g7 negres peó · h7 negres rei · b6 negres peó · c6 negres peó · d6 negres peó · h6 negres peó · a5 negres peó · d5 blanques torre · e5 negres cavall · f5 negres peó · h5 blanques peó · c4 blanques peó · e4 negres cavall · h4 blanques cavall · b3 blanques peó · e3 blanques peó · g3 blanques peó · a2 blanques peó · b2 blanques alfil · e2 blanques dama · f2 blanques peó · d1 blanques torre · g1 blanques rei | f8 negres torre · e7 negres torre · f7 negres dama · g7 negres peó · h7 negres rei · b6 negres peó · c6 negres peó · d6 negres peó · h6 negres peó · a5 negres peó · d5 blanques torre · e5 negres cavall · f5 negres peó · h5 blanques peó · c4 blanques peó · e4 negres cavall · h4 blanques cavall · b3 blanques peó · e3 blanques peó · g3 blanques peó · a2 blanques peó · b2 blanques alfil · e2 blanques dama · f2 blanques peó · d1 blanques torre · g1 blanques rei | f8 negres torre · e7 negres torre · f7 negres dama · g7 negres peó · h7 negres rei · b6 negres peó · c6 negres peó · d6 negres peó · h6 negres peó · a5 negres peó · d5 blanques torre · e5 negres cavall · f5 negres peó · h5 blanques peó · c4 blanques peó · e4 negres cavall · h4 blanques cavall · b3 blanques peó · e3 blanques peó · g3 blanques peó · a2 blanques peó · b2 blanques alfil · e2 blanques dama · f2 blanques peó · d1 blanques torre · g1 blanques rei | 7 |
| 6 | f8 negres torre · e7 negres torre · f7 negres dama · g7 negres peó · h7 negres rei · b6 negres peó · c6 negres peó · d6 negres peó · h6 negres peó · a5 negres peó · d5 blanques torre · e5 negres cavall · f5 negres peó · h5 blanques peó · c4 blanques peó · e4 negres cavall · h4 blanques cavall · b3 blanques peó · e3 blanques peó · g3 blanques peó · a2 blanques peó · b2 blanques alfil · e2 blanques dama · f2 blanques peó · d1 blanques torre · g1 blanques rei | f8 negres torre · e7 negres torre · f7 negres dama · g7 negres peó · h7 negres rei · b6 negres peó · c6 negres peó · d6 negres peó · h6 negres peó · a5 negres peó · d5 blanques torre · e5 negres cavall · f5 negres peó · h5 blanques peó · c4 blanques peó · e4 negres cavall · h4 blanques cavall · b3 blanques peó · e3 blanques peó · g3 blanques peó · a2 blanques peó · b2 blanques alfil · e2 blanques dama · f2 blanques peó · d1 blanques torre · g1 blanques rei | f8 negres torre · e7 negres torre · f7 negres dama · g7 negres peó · h7 negres rei · b6 negres peó · c6 negres peó · d6 negres peó · h6 negres peó · a5 negres peó · d5 blanques torre · e5 negres cavall · f5 negres peó · h5 blanques peó · c4 blanques peó · e4 negres cavall · h4 blanques cavall · b3 blanques peó · e3 blanques peó · g3 blanques peó · a2 blanques peó · b2 blanques alfil · e2 blanques dama · f2 blanques peó · d1 blanques torre · g1 blanques rei | f8 negres torre · e7 negres torre · f7 negres dama · g7 negres peó · h7 negres rei · b6 negres peó · c6 negres peó · d6 negres peó · h6 negres peó · a5 negres peó · d5 blanques torre · e5 negres cavall · f5 negres peó · h5 blanques peó · c4 blanques peó · e4 negres cavall · h4 blanques cavall · b3 blanques peó · e3 blanques peó · g3 blanques peó · a2 blanques peó · b2 blanques alfil · e2 blanques dama · f2 blanques peó · d1 blanques torre · g1 blanques rei | f8 negres torre · e7 negres torre · f7 negres dama · g7 negres peó · h7 negres rei · b6 negres peó · c6 negres peó · d6 negres peó · h6 negres peó · a5 negres peó · d5 blanques torre · e5 negres cavall · f5 negres peó · h5 blanques peó · c4 blanques peó · e4 negres cavall · h4 blanques cavall · b3 blanques peó · e3 blanques peó · g3 blanques peó · a2 blanques peó · b2 blanques alfil · e2 blanques dama · f2 blanques peó · d1 blanques torre · g1 blanques rei | f8 negres torre · e7 negres torre · f7 negres dama · g7 negres peó · h7 negres rei · b6 negres peó · c6 negres peó · d6 negres peó · h6 negres peó · a5 negres peó · d5 blanques torre · e5 negres cavall · f5 negres peó · h5 blanques peó · c4 blanques peó · e4 negres cavall · h4 blanques cavall · b3 blanques peó · e3 blanques peó · g3 blanques peó · a2 blanques peó · b2 blanques alfil · e2 blanques dama · f2 blanques peó · d1 blanques torre · g1 blanques rei | f8 negres torre · e7 negres torre · f7 negres dama · g7 negres peó · h7 negres rei · b6 negres peó · c6 negres peó · d6 negres peó · h6 negres peó · a5 negres peó · d5 blanques torre · e5 negres cavall · f5 negres peó · h5 blanques peó · c4 blanques peó · e4 negres cavall · h4 blanques cavall · b3 blanques peó · e3 blanques peó · g3 blanques peó · a2 blanques peó · b2 blanques alfil · e2 blanques dama · f2 blanques peó · d1 blanques torre · g1 blanques rei | f8 negres torre · e7 negres torre · f7 negres dama · g7 negres peó · h7 negres rei · b6 negres peó · c6 negres peó · d6 negres peó · h6 negres peó · a5 negres peó · d5 blanques torre · e5 negres cavall · f5 negres peó · h5 blanques peó · c4 blanques peó · e4 negres cavall · h4 blanques cavall · b3 blanques peó · e3 blanques peó · g3 blanques peó · a2 blanques peó · b2 blanques alfil · e2 blanques dama · f2 blanques peó · d1 blanques torre · g1 blanques rei | 6 |
| 5 | f8 negres torre · e7 negres torre · f7 negres dama · g7 negres peó · h7 negres rei · b6 negres peó · c6 negres peó · d6 negres peó · h6 negres peó · a5 negres peó · d5 blanques torre · e5 negres cavall · f5 negres peó · h5 blanques peó · c4 blanques peó · e4 negres cavall · h4 blanques cavall · b3 blanques peó · e3 blanques peó · g3 blanques peó · a2 blanques peó · b2 blanques alfil · e2 blanques dama · f2 blanques peó · d1 blanques torre · g1 blanques rei | f8 negres torre · e7 negres torre · f7 negres dama · g7 negres peó · h7 negres rei · b6 negres peó · c6 negres peó · d6 negres peó · h6 negres peó · a5 negres peó · d5 blanques torre · e5 negres cavall · f5 negres peó · h5 blanques peó · c4 blanques peó · e4 negres cavall · h4 blanques cavall · b3 blanques peó · e3 blanques peó · g3 blanques peó · a2 blanques peó · b2 blanques alfil · e2 blanques dama · f2 blanques peó · d1 blanques torre · g1 blanques rei | f8 negres torre · e7 negres torre · f7 negres dama · g7 negres peó · h7 negres rei · b6 negres peó · c6 negres peó · d6 negres peó · h6 negres peó · a5 negres peó · d5 blanques torre · e5 negres cavall · f5 negres peó · h5 blanques peó · c4 blanques peó · e4 negres cavall · h4 blanques cavall · b3 blanques peó · e3 blanques peó · g3 blanques peó · a2 blanques peó · b2 blanques alfil · e2 blanques dama · f2 blanques peó · d1 blanques torre · g1 blanques rei | f8 negres torre · e7 negres torre · f7 negres dama · g7 negres peó · h7 negres rei · b6 negres peó · c6 negres peó · d6 negres peó · h6 negres peó · a5 negres peó · d5 blanques torre · e5 negres cavall · f5 negres peó · h5 blanques peó · c4 blanques peó · e4 negres cavall · h4 blanques cavall · b3 blanques peó · e3 blanques peó · g3 blanques peó · a2 blanques peó · b2 blanques alfil · e2 blanques dama · f2 blanques peó · d1 blanques torre · g1 blanques rei | f8 negres torre · e7 negres torre · f7 negres dama · g7 negres peó · h7 negres rei · b6 negres peó · c6 negres peó · d6 negres peó · h6 negres peó · a5 negres peó · d5 blanques torre · e5 negres cavall · f5 negres peó · h5 blanques peó · c4 blanques peó · e4 negres cavall · h4 blanques cavall · b3 blanques peó · e3 blanques peó · g3 blanques peó · a2 blanques peó · b2 blanques alfil · e2 blanques dama · f2 blanques peó · d1 blanques torre · g1 blanques rei | f8 negres torre · e7 negres torre · f7 negres dama · g7 negres peó · h7 negres rei · b6 negres peó · c6 negres peó · d6 negres peó · h6 negres peó · a5 negres peó · d5 blanques torre · e5 negres cavall · f5 negres peó · h5 blanques peó · c4 blanques peó · e4 negres cavall · h4 blanques cavall · b3 blanques peó · e3 blanques peó · g3 blanques peó · a2 blanques peó · b2 blanques alfil · e2 blanques dama · f2 blanques peó · d1 blanques torre · g1 blanques rei | f8 negres torre · e7 negres torre · f7 negres dama · g7 negres peó · h7 negres rei · b6 negres peó · c6 negres peó · d6 negres peó · h6 negres peó · a5 negres peó · d5 blanques torre · e5 negres cavall · f5 negres peó · h5 blanques peó · c4 blanques peó · e4 negres cavall · h4 blanques cavall · b3 blanques peó · e3 blanques peó · g3 blanques peó · a2 blanques peó · b2 blanques alfil · e2 blanques dama · f2 blanques peó · d1 blanques torre · g1 blanques rei | f8 negres torre · e7 negres torre · f7 negres dama · g7 negres peó · h7 negres rei · b6 negres peó · c6 negres peó · d6 negres peó · h6 negres peó · a5 negres peó · d5 blanques torre · e5 negres cavall · f5 negres peó · h5 blanques peó · c4 blanques peó · e4 negres cavall · h4 blanques cavall · b3 blanques peó · e3 blanques peó · g3 blanques peó · a2 blanques peó · b2 blanques alfil · e2 blanques dama · f2 blanques peó · d1 blanques torre · g1 blanques rei | 5 |
| 4 | f8 negres torre · e7 negres torre · f7 negres dama · g7 negres peó · h7 negres rei · b6 negres peó · c6 negres peó · d6 negres peó · h6 negres peó · a5 negres peó · d5 blanques torre · e5 negres cavall · f5 negres peó · h5 blanques peó · c4 blanques peó · e4 negres cavall · h4 blanques cavall · b3 blanques peó · e3 blanques peó · g3 blanques peó · a2 blanques peó · b2 blanques alfil · e2 blanques dama · f2 blanques peó · d1 blanques torre · g1 blanques rei | f8 negres torre · e7 negres torre · f7 negres dama · g7 negres peó · h7 negres rei · b6 negres peó · c6 negres peó · d6 negres peó · h6 negres peó · a5 negres peó · d5 blanques torre · e5 negres cavall · f5 negres peó · h5 blanques peó · c4 blanques peó · e4 negres cavall · h4 blanques cavall · b3 blanques peó · e3 blanques peó · g3 blanques peó · a2 blanques peó · b2 blanques alfil · e2 blanques dama · f2 blanques peó · d1 blanques torre · g1 blanques rei | f8 negres torre · e7 negres torre · f7 negres dama · g7 negres peó · h7 negres rei · b6 negres peó · c6 negres peó · d6 negres peó · h6 negres peó · a5 negres peó · d5 blanques torre · e5 negres cavall · f5 negres peó · h5 blanques peó · c4 blanques peó · e4 negres cavall · h4 blanques cavall · b3 blanques peó · e3 blanques peó · g3 blanques peó · a2 blanques peó · b2 blanques alfil · e2 blanques dama · f2 blanques peó · d1 blanques torre · g1 blanques rei | f8 negres torre · e7 negres torre · f7 negres dama · g7 negres peó · h7 negres rei · b6 negres peó · c6 negres peó · d6 negres peó · h6 negres peó · a5 negres peó · d5 blanques torre · e5 negres cavall · f5 negres peó · h5 blanques peó · c4 blanques peó · e4 negres cavall · h4 blanques cavall · b3 blanques peó · e3 blanques peó · g3 blanques peó · a2 blanques peó · b2 blanques alfil · e2 blanques dama · f2 blanques peó · d1 blanques torre · g1 blanques rei | f8 negres torre · e7 negres torre · f7 negres dama · g7 negres peó · h7 negres rei · b6 negres peó · c6 negres peó · d6 negres peó · h6 negres peó · a5 negres peó · d5 blanques torre · e5 negres cavall · f5 negres peó · h5 blanques peó · c4 blanques peó · e4 negres cavall · h4 blanques cavall · b3 blanques peó · e3 blanques peó · g3 blanques peó · a2 blanques peó · b2 blanques alfil · e2 blanques dama · f2 blanques peó · d1 blanques torre · g1 blanques rei | f8 negres torre · e7 negres torre · f7 negres dama · g7 negres peó · h7 negres rei · b6 negres peó · c6 negres peó · d6 negres peó · h6 negres peó · a5 negres peó · d5 blanques torre · e5 negres cavall · f5 negres peó · h5 blanques peó · c4 blanques peó · e4 negres cavall · h4 blanques cavall · b3 blanques peó · e3 blanques peó · g3 blanques peó · a2 blanques peó · b2 blanques alfil · e2 blanques dama · f2 blanques peó · d1 blanques torre · g1 blanques rei | f8 negres torre · e7 negres torre · f7 negres dama · g7 negres peó · h7 negres rei · b6 negres peó · c6 negres peó · d6 negres peó · h6 negres peó · a5 negres peó · d5 blanques torre · e5 negres cavall · f5 negres peó · h5 blanques peó · c4 blanques peó · e4 negres cavall · h4 blanques cavall · b3 blanques peó · e3 blanques peó · g3 blanques peó · a2 blanques peó · b2 blanques alfil · e2 blanques dama · f2 blanques peó · d1 blanques torre · g1 blanques rei | f8 negres torre · e7 negres torre · f7 negres dama · g7 negres peó · h7 negres rei · b6 negres peó · c6 negres peó · d6 negres peó · h6 negres peó · a5 negres peó · d5 blanques torre · e5 negres cavall · f5 negres peó · h5 blanques peó · c4 blanques peó · e4 negres cavall · h4 blanques cavall · b3 blanques peó · e3 blanques peó · g3 blanques peó · a2 blanques peó · b2 blanques alfil · e2 blanques dama · f2 blanques peó · d1 blanques torre · g1 blanques rei | 4 |
| 3 | f8 negres torre · e7 negres torre · f7 negres dama · g7 negres peó · h7 negres rei · b6 negres peó · c6 negres peó · d6 negres peó · h6 negres peó · a5 negres peó · d5 blanques torre · e5 negres cavall · f5 negres peó · h5 blanques peó · c4 blanques peó · e4 negres cavall · h4 blanques cavall · b3 blanques peó · e3 blanques peó · g3 blanques peó · a2 blanques peó · b2 blanques alfil · e2 blanques dama · f2 blanques peó · d1 blanques torre · g1 blanques rei | f8 negres torre · e7 negres torre · f7 negres dama · g7 negres peó · h7 negres rei · b6 negres peó · c6 negres peó · d6 negres peó · h6 negres peó · a5 negres peó · d5 blanques torre · e5 negres cavall · f5 negres peó · h5 blanques peó · c4 blanques peó · e4 negres cavall · h4 blanques cavall · b3 blanques peó · e3 blanques peó · g3 blanques peó · a2 blanques peó · b2 blanques alfil · e2 blanques dama · f2 blanques peó · d1 blanques torre · g1 blanques rei | f8 negres torre · e7 negres torre · f7 negres dama · g7 negres peó · h7 negres rei · b6 negres peó · c6 negres peó · d6 negres peó · h6 negres peó · a5 negres peó · d5 blanques torre · e5 negres cavall · f5 negres peó · h5 blanques peó · c4 blanques peó · e4 negres cavall · h4 blanques cavall · b3 blanques peó · e3 blanques peó · g3 blanques peó · a2 blanques peó · b2 blanques alfil · e2 blanques dama · f2 blanques peó · d1 blanques torre · g1 blanques rei | f8 negres torre · e7 negres torre · f7 negres dama · g7 negres peó · h7 negres rei · b6 negres peó · c6 negres peó · d6 negres peó · h6 negres peó · a5 negres peó · d5 blanques torre · e5 negres cavall · f5 negres peó · h5 blanques peó · c4 blanques peó · e4 negres cavall · h4 blanques cavall · b3 blanques peó · e3 blanques peó · g3 blanques peó · a2 blanques peó · b2 blanques alfil · e2 blanques dama · f2 blanques peó · d1 blanques torre · g1 blanques rei | f8 negres torre · e7 negres torre · f7 negres dama · g7 negres peó · h7 negres rei · b6 negres peó · c6 negres peó · d6 negres peó · h6 negres peó · a5 negres peó · d5 blanques torre · e5 negres cavall · f5 negres peó · h5 blanques peó · c4 blanques peó · e4 negres cavall · h4 blanques cavall · b3 blanques peó · e3 blanques peó · g3 blanques peó · a2 blanques peó · b2 blanques alfil · e2 blanques dama · f2 blanques peó · d1 blanques torre · g1 blanques rei | f8 negres torre · e7 negres torre · f7 negres dama · g7 negres peó · h7 negres rei · b6 negres peó · c6 negres peó · d6 negres peó · h6 negres peó · a5 negres peó · d5 blanques torre · e5 negres cavall · f5 negres peó · h5 blanques peó · c4 blanques peó · e4 negres cavall · h4 blanques cavall · b3 blanques peó · e3 blanques peó · g3 blanques peó · a2 blanques peó · b2 blanques alfil · e2 blanques dama · f2 blanques peó · d1 blanques torre · g1 blanques rei | f8 negres torre · e7 negres torre · f7 negres dama · g7 negres peó · h7 negres rei · b6 negres peó · c6 negres peó · d6 negres peó · h6 negres peó · a5 negres peó · d5 blanques torre · e5 negres cavall · f5 negres peó · h5 blanques peó · c4 blanques peó · e4 negres cavall · h4 blanques cavall · b3 blanques peó · e3 blanques peó · g3 blanques peó · a2 blanques peó · b2 blanques alfil · e2 blanques dama · f2 blanques peó · d1 blanques torre · g1 blanques rei | f8 negres torre · e7 negres torre · f7 negres dama · g7 negres peó · h7 negres rei · b6 negres peó · c6 negres peó · d6 negres peó · h6 negres peó · a5 negres peó · d5 blanques torre · e5 negres cavall · f5 negres peó · h5 blanques peó · c4 blanques peó · e4 negres cavall · h4 blanques cavall · b3 blanques peó · e3 blanques peó · g3 blanques peó · a2 blanques peó · b2 blanques alfil · e2 blanques dama · f2 blanques peó · d1 blanques torre · g1 blanques rei | 3 |
| 2 | f8 negres torre · e7 negres torre · f7 negres dama · g7 negres peó · h7 negres rei · b6 negres peó · c6 negres peó · d6 negres peó · h6 negres peó · a5 negres peó · d5 blanques torre · e5 negres cavall · f5 negres peó · h5 blanques peó · c4 blanques peó · e4 negres cavall · h4 blanques cavall · b3 blanques peó · e3 blanques peó · g3 blanques peó · a2 blanques peó · b2 blanques alfil · e2 blanques dama · f2 blanques peó · d1 blanques torre · g1 blanques rei | f8 negres torre · e7 negres torre · f7 negres dama · g7 negres peó · h7 negres rei · b6 negres peó · c6 negres peó · d6 negres peó · h6 negres peó · a5 negres peó · d5 blanques torre · e5 negres cavall · f5 negres peó · h5 blanques peó · c4 blanques peó · e4 negres cavall · h4 blanques cavall · b3 blanques peó · e3 blanques peó · g3 blanques peó · a2 blanques peó · b2 blanques alfil · e2 blanques dama · f2 blanques peó · d1 blanques torre · g1 blanques rei | f8 negres torre · e7 negres torre · f7 negres dama · g7 negres peó · h7 negres rei · b6 negres peó · c6 negres peó · d6 negres peó · h6 negres peó · a5 negres peó · d5 blanques torre · e5 negres cavall · f5 negres peó · h5 blanques peó · c4 blanques peó · e4 negres cavall · h4 blanques cavall · b3 blanques peó · e3 blanques peó · g3 blanques peó · a2 blanques peó · b2 blanques alfil · e2 blanques dama · f2 blanques peó · d1 blanques torre · g1 blanques rei | f8 negres torre · e7 negres torre · f7 negres dama · g7 negres peó · h7 negres rei · b6 negres peó · c6 negres peó · d6 negres peó · h6 negres peó · a5 negres peó · d5 blanques torre · e5 negres cavall · f5 negres peó · h5 blanques peó · c4 blanques peó · e4 negres cavall · h4 blanques cavall · b3 blanques peó · e3 blanques peó · g3 blanques peó · a2 blanques peó · b2 blanques alfil · e2 blanques dama · f2 blanques peó · d1 blanques torre · g1 blanques rei | f8 negres torre · e7 negres torre · f7 negres dama · g7 negres peó · h7 negres rei · b6 negres peó · c6 negres peó · d6 negres peó · h6 negres peó · a5 negres peó · d5 blanques torre · e5 negres cavall · f5 negres peó · h5 blanques peó · c4 blanques peó · e4 negres cavall · h4 blanques cavall · b3 blanques peó · e3 blanques peó · g3 blanques peó · a2 blanques peó · b2 blanques alfil · e2 blanques dama · f2 blanques peó · d1 blanques torre · g1 blanques rei | f8 negres torre · e7 negres torre · f7 negres dama · g7 negres peó · h7 negres rei · b6 negres peó · c6 negres peó · d6 negres peó · h6 negres peó · a5 negres peó · d5 blanques torre · e5 negres cavall · f5 negres peó · h5 blanques peó · c4 blanques peó · e4 negres cavall · h4 blanques cavall · b3 blanques peó · e3 blanques peó · g3 blanques peó · a2 blanques peó · b2 blanques alfil · e2 blanques dama · f2 blanques peó · d1 blanques torre · g1 blanques rei | f8 negres torre · e7 negres torre · f7 negres dama · g7 negres peó · h7 negres rei · b6 negres peó · c6 negres peó · d6 negres peó · h6 negres peó · a5 negres peó · d5 blanques torre · e5 negres cavall · f5 negres peó · h5 blanques peó · c4 blanques peó · e4 negres cavall · h4 blanques cavall · b3 blanques peó · e3 blanques peó · g3 blanques peó · a2 blanques peó · b2 blanques alfil · e2 blanques dama · f2 blanques peó · d1 blanques torre · g1 blanques rei | f8 negres torre · e7 negres torre · f7 negres dama · g7 negres peó · h7 negres rei · b6 negres peó · c6 negres peó · d6 negres peó · h6 negres peó · a5 negres peó · d5 blanques torre · e5 negres cavall · f5 negres peó · h5 blanques peó · c4 blanques peó · e4 negres cavall · h4 blanques cavall · b3 blanques peó · e3 blanques peó · g3 blanques peó · a2 blanques peó · b2 blanques alfil · e2 blanques dama · f2 blanques peó · d1 blanques torre · g1 blanques rei | 2 |
| 1 | f8 negres torre · e7 negres torre · f7 negres dama · g7 negres peó · h7 negres rei · b6 negres peó · c6 negres peó · d6 negres peó · h6 negres peó · a5 negres peó · d5 blanques torre · e5 negres cavall · f5 negres peó · h5 blanques peó · c4 blanques peó · e4 negres cavall · h4 blanques cavall · b3 blanques peó · e3 blanques peó · g3 blanques peó · a2 blanques peó · b2 blanques alfil · e2 blanques dama · f2 blanques peó · d1 blanques torre · g1 blanques rei | f8 negres torre · e7 negres torre · f7 negres dama · g7 negres peó · h7 negres rei · b6 negres peó · c6 negres peó · d6 negres peó · h6 negres peó · a5 negres peó · d5 blanques torre · e5 negres cavall · f5 negres peó · h5 blanques peó · c4 blanques peó · e4 negres cavall · h4 blanques cavall · b3 blanques peó · e3 blanques peó · g3 blanques peó · a2 blanques peó · b2 blanques alfil · e2 blanques dama · f2 blanques peó · d1 blanques torre · g1 blanques rei | f8 negres torre · e7 negres torre · f7 negres dama · g7 negres peó · h7 negres rei · b6 negres peó · c6 negres peó · d6 negres peó · h6 negres peó · a5 negres peó · d5 blanques torre · e5 negres cavall · f5 negres peó · h5 blanques peó · c4 blanques peó · e4 negres cavall · h4 blanques cavall · b3 blanques peó · e3 blanques peó · g3 blanques peó · a2 blanques peó · b2 blanques alfil · e2 blanques dama · f2 blanques peó · d1 blanques torre · g1 blanques rei | f8 negres torre · e7 negres torre · f7 negres dama · g7 negres peó · h7 negres rei · b6 negres peó · c6 negres peó · d6 negres peó · h6 negres peó · a5 negres peó · d5 blanques torre · e5 negres cavall · f5 negres peó · h5 blanques peó · c4 blanques peó · e4 negres cavall · h4 blanques cavall · b3 blanques peó · e3 blanques peó · g3 blanques peó · a2 blanques peó · b2 blanques alfil · e2 blanques dama · f2 blanques peó · d1 blanques torre · g1 blanques rei | f8 negres torre · e7 negres torre · f7 negres dama · g7 negres peó · h7 negres rei · b6 negres peó · c6 negres peó · d6 negres peó · h6 negres peó · a5 negres peó · d5 blanques torre · e5 negres cavall · f5 negres peó · h5 blanques peó · c4 blanques peó · e4 negres cavall · h4 blanques cavall · b3 blanques peó · e3 blanques peó · g3 blanques peó · a2 blanques peó · b2 blanques alfil · e2 blanques dama · f2 blanques peó · d1 blanques torre · g1 blanques rei | f8 negres torre · e7 negres torre · f7 negres dama · g7 negres peó · h7 negres rei · b6 negres peó · c6 negres peó · d6 negres peó · h6 negres peó · a5 negres peó · d5 blanques torre · e5 negres cavall · f5 negres peó · h5 blanques peó · c4 blanques peó · e4 negres cavall · h4 blanques cavall · b3 blanques peó · e3 blanques peó · g3 blanques peó · a2 blanques peó · b2 blanques alfil · e2 blanques dama · f2 blanques peó · d1 blanques torre · g1 blanques rei | f8 negres torre · e7 negres torre · f7 negres dama · g7 negres peó · h7 negres rei · b6 negres peó · c6 negres peó · d6 negres peó · h6 negres peó · a5 negres peó · d5 blanques torre · e5 negres cavall · f5 negres peó · h5 blanques peó · c4 blanques peó · e4 negres cavall · h4 blanques cavall · b3 blanques peó · e3 blanques peó · g3 blanques peó · a2 blanques peó · b2 blanques alfil · e2 blanques dama · f2 blanques peó · d1 blanques torre · g1 blanques rei | f8 negres torre · e7 negres torre · f7 negres dama · g7 negres peó · h7 negres rei · b6 negres peó · c6 negres peó · d6 negres peó · h6 negres peó · a5 negres peó · d5 blanques torre · e5 negres cavall · f5 negres peó · h5 blanques peó · c4 blanques peó · e4 negres cavall · h4 blanques cavall · b3 blanques peó · e3 blanques peó · g3 blanques peó · a2 blanques peó · b2 blanques alfil · e2 blanques dama · f2 blanques peó · d1 blanques torre · g1 blanques rei | 1 |
|   | a | b | c | d | e | f | g | h |   |

Peter Heine Nielsen va jugar en la posició del diagrama 28. Txd6. Fins i tot després de la millor jugada, 28... Cxd6 29. Txd6 Rg8 30. Axe5 Txe5 31. Cg6 Te6 32.
Txe6 Dxe6 33. Cxf8 Rxf8 34. Dd3 les blanques estarien molt millor. Les negres varen fer una jugada més fluixa, i varen pedre ràpidament.
La partida completa:
Heine Nielsen vs. Henrik Danielsen, Campionat de Dinamarca (playoff), 1996.
1. c4 f5 2. Nc3 Nf6 3. d4 e6 4. Nf3 Bb4 5. Qb3 a5 6. g3 b6 7. Bg2 Bb7 8. O-O
O-O 9. Rd1 Qc8 10. Qc2 Bxc3 11. Qxc3 d6 12. b3 Nbd7 13. Ne1 h6 14. Bb2 Bxg2 15.
Nxg2 Qe8 16. Rac1 Qf7 17. Qc2 Ne4 18. Ba3 e5 19. dxe5 Nxe5 20. Bb2 Ng6 21. e3
Rae8 22. Qe2 Re7 23. Rd5 Kh7 24. Rcd1 Ng5 25. h4 Ne4 26. h5 Ne5 27. Nh4 c6 28.
Rxd6 Ng4 29. Rg6 Rg8 30. Rf1 Ng5 31. Qd3 Nh3+ 32. Kg2 Nhxf2 33. Rxf2 Rd7 34.
Qc3 Nxf2 35. Kxf2 Qe6 36. Rxe6 1-0